# USS LST-712
O USS LST-712 foi um navio de guerra norte-americano da classe LST que operou durante a Segunda Guerra Mundial.